# Marion (Dakota du Sud)
Pour les articles homonymes, voir Marion.
Marion est une municipalité américaine située dans le comté de Turner, dans l'État du Dakota du Sud. Selon le recensement de 2010, elle compte 784 habitants. La municipalité s'étend sur 0,87 milles carrés (2,25 km2).
Fondée en 1879, la ville doit son nom à Marion Merrill, fille d'un employé du Milwaukee Railroad.

## Démographie
| 1900 | 1910 | 1920 | 1930 | 1940 | 1950 |
| ---- | ---- | ---- | ---- | ---- | ---- |
| 338  | 462  | 535  | 704  | 765  | 794  |

| 1960 | 1970 | 1980 | 1990 | 2000 | 2010 |
| ---- | ---- | ---- | ---- | ---- | ---- |
| 843  | 844  | 830  | 831  | 892  | 784  |